# 손민수
손민수(1990년 2월 25일 ~ )는 대한민국의 희극 배우다.

## 출연작

### 방송
- 코미디빅리그 (tvN)
  - 《갑과 을》
  - 《깽스맨》
  - 《희극지왕》 기모찌상(정만호)의 수제자2, 축구공 역
  - 《원초적 본능》
  - 《신의 한수》
- 야만TV (Mnet)
- 칠전팔기 구해라 (Mnet)
- 기막힌 이야기 - 실제상황
- 가짜사나이 2기 (유튜브)